# Rotterdam Centraal
Rotterdam Centraal – główny dworzec kolejowy w Rotterdamie, w prowincji Holandia Południowa. Jest jednym z największych dworców kolejowych w Holandii.